# 彼得·弗里德里希·羅廷
彼得·弗里德里希·羅廷（德語：Peter Friedrich Röding，1767年6月17日—1846年6月8日）是一位居住在漢堡的德國軟體動物學家。人們對這位博物學家所知甚少。
羅廷的許多描述（通常只是拉丁文二名的德語譯名）都是關於約翰·希羅尼穆斯·開姆尼茨、弗里德里希·海因里希·威廉·馬提尼和馬丁·利斯特等早期作者首次命名的物種。羅廷引用了先前存在的描述和數字，因此這些名稱也是有效的，因為它們具有明確的可識別性，並且（在羅廷之後）被後來的許多作者所採用。

## 博爾騰尼亞博物館
羅廷是1798年重要軟體動物收藏目錄的主要作者。目錄題目為《Museum Boltenianum sive catalogus cimeliorum e tribus regnis naturæ quæ olim collegerat Joa. Fried Bolten, M. D. p. d. per XL. annos proto physicus Hamburgensis. Pars sec continen continlia sive testivald》。這實際上是一份銷售目錄，在威廉·希利·達爾認識到該目錄引入了新的有效類群（儘管名稱較長，描述較短）之前，該目錄作為分類學著作一直被忽視。因此，羅廷被認為為許多分類群命名。
《Museum Boltenianum sive Catalogus…》是一本罕見的書。在1798年出版的匿名著作《Museum Boltenianum sive catalogus cimeliorum…》中發表的屬種長期以來一直被認為是約阿希姆·弗里德里希·博爾滕（Joachim Friedrich Bolten）所作，但根據國際動物學命名委員會1956年的一項裁決，現在被認為是羅廷所作。

## 外部連結
- William Healey Dall, An Index to the Museum Boltenianum, Washington, 1915 （页面存档备份，存于）
- Dictionnaire de malacologie de la Société belge de malacologie （法語）
- Photocopy of 2005 reprint of Museum Boltenianum...
- Taxa described as new in Röding, P. F. 1798 （页面存档备份，存于）